# 대한불교조계종

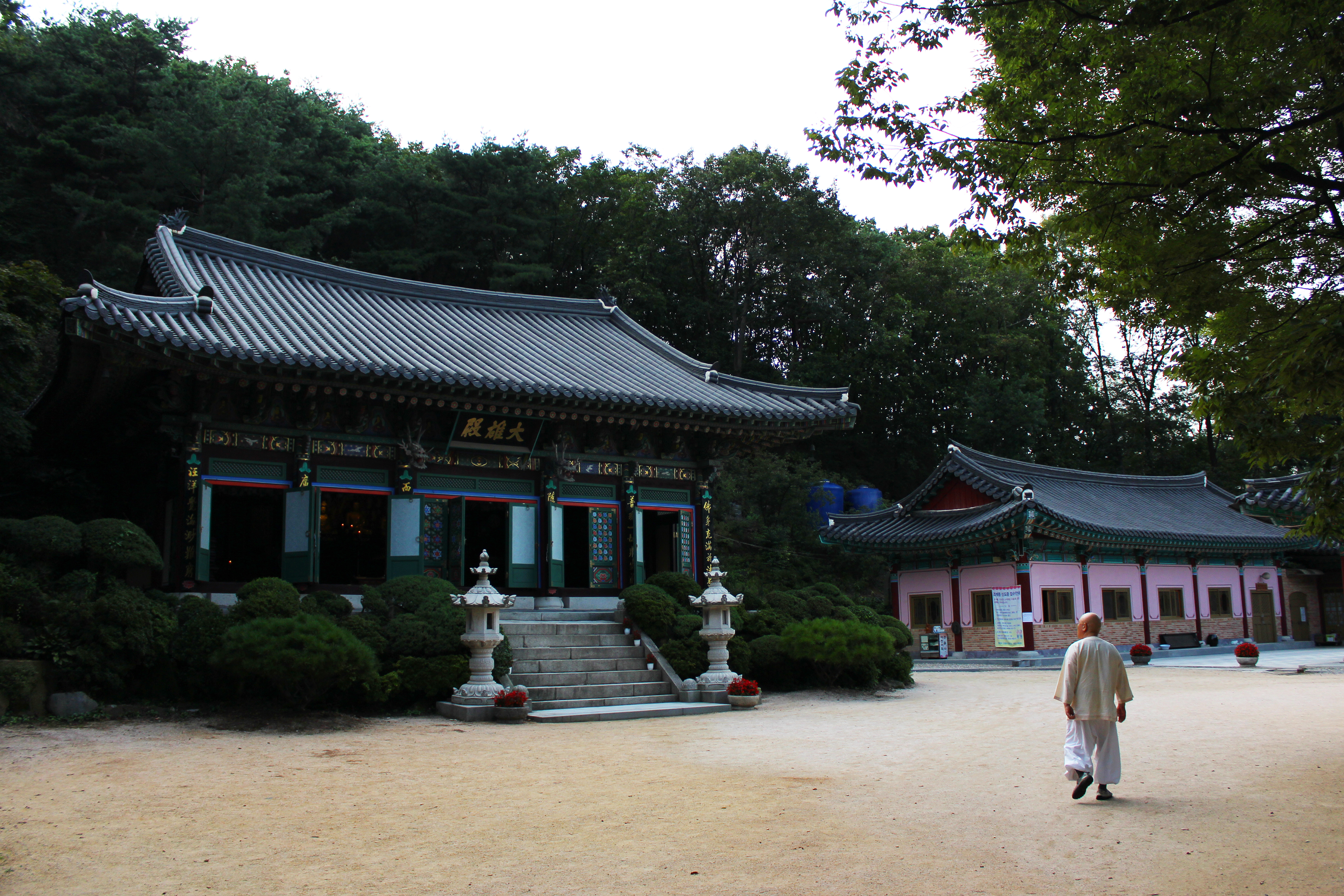

대한불교조계종(大韓佛敎曹溪宗)은 대한민국 불교 최대 종단(종파)이다. 조계종은 중국 선종이 크게 흥했던 중국 조계산에서 비롯되었다. 금강반야바라밀경(이하, 금강경)을 소의경전으로 하고 중국 선종의 조사들 중에서 중국 선종 초조 달마 제6조 혜능의 법맥을 계승한다고 한다.
도의 원적국사, 지눌 보조국사와 보우 태고국사 세 국사를 대체로 종조로 보는데 정확히 누가 종조인지는 의견이 분분하다. 보조국사를 종조라고 주장하는 쪽은 돈오점수를 주장한다. 대한불교조계종 종정을 지낸 성철(이영주)은 돈오돈수를 주장하는데 돈오점수를 주장하면, 중국 선종 제6조 혜능의 법맥이 아니라고 주장했다. 이는 법맥과 전등을 중시하면, 사자상승 즉 스승 없이 깨닫기는 석가모니가 아니면 불가능하다고 강조한다. 대한불교조계종은 공식적으로 도의국사를 종조로, 지눌국사를 중천조로, 보우국사를 중흥조로 인정한다.
해방 이후 비구승과 분규를 겪은 대처승단은 한국불교태고종으로 분립했다. 대한불교조계종의 수장은 종정이나 실제 행정은 총무원장이 관할한다.

## 주요 사찰

### 삼보 종찰
- 불보종찰 통도사
- 법보종찰 해인사
- 승보종찰 송광사

### 칠대 총림
- 영축총림 통도사
- 가야총림 해인사
- 조계총림 송광사
- 덕숭총림 수덕사
- 팔공총림 동화사
- 쌍계총림 쌍계사
- 금정총림 범어사

### 25교구 본사
- 서울특별시
  - 직할교구 조계사
  - 군종특별교구
- 경기도
  - 제2교구 용주사
  - 제25교구 봉선사
- 강원특별자치도
  - 제3교구 신흥사
  - 제4교구 월정사
- 충청북도
  - 제5교구 법주사
- 충청남도
  - 제6교구 마곡사
  - 제7교구 수덕사
- 경상북도
  - 제8교구 직지사
  - 제10교구 은해사
  - 제16교구 고운사
  - 제11교구 불국사
- 대구광역시
  - 제9교구 동화사
- 경상남도
  - 제12교구 해인사
  - 제13교구 쌍계사
  - 제15교구 통도사
- 부산광역시
  - 제14교구 범어사
- 전라북도
  - 제17교구 금산사
  - 제24교구 선운사
- 전라남도
  - 제18교구 백양사
  - 제19교구 화엄사
  - 제20교구 선암사
  - 제21교구 송광사
  - 제22교구 대흥사
- 제주특별자치도
  - 제23교구 관음사

## 종립학교

### 대학교
- 동국대학교
- 중앙승가대학교

### 고등학교
- 서울특별시
  - 동국대학교 사범대학 부속고등학교
  - 동국대학교 사범대학 부속여자고등학교

- 경기도
  - 남양주광동고등학교
  - 동국대학교 사범대학 부속 영석고등학교
  - 의정부광동고등학교
  - 청담고등학교

- 대전광역시
  - 보문고등학교

- 부산광역시
  - 부산정보고등학교
  - 해동고등학교

- 대구광역시
  - 능인고등학교

- 경상북도
  - 선화여자고등학교
  - 이서고등학교

- 광주광역시
  - 정광고등학교

- 전라북도
  - 동국대학교 사범대학 부속 금산고등학교

### 중학교
- 서울특별시
  - 동국대학교 사범대학 부속중학교
  - 동국대학교 사범대학 부속여자중학교

- 경기도
  - 광동중학교
  - 청담중학교

- 대전광역시
  - 보문중학교

- 부산광역시
  - 금정중학교
  - 동해중학교
  - 영남중학교
  - 해동중학교

- 대구광역시
  - 능인중학교

- 경상북도
  - 이서중학교

- 경상남도
  - 동국대학교 사범대학 부속 홍제중학교

- 전라남도
  - 세지중학교

- 광주광역시
  - 정광중학교

- 전라북도
  - 동국대학교 사범대학 부속 금산중학교

### 초등학교
- 은석초등학교

## 논란

### 설정 총무원장의 도덕성 논란
조계종 총무원장인 설정 스님에게 학력 위조 · 숨겨둔 딸 · 사유재산 은닉 의혹이 일었다. 2018년 5월 MBC PD수첩은 다음과 같은 의혹을 보도했다.
1. 학력 위조 논란 : 서울대학교 농과대학 원예학과를 졸업한 것으로 알려져 있었으나, 서울대는 학생명부 조회가 되지 않는다고 밝혔다. 그러자 설정 스님은 서울대 부설 방송통신대를 졸업했다며 공개 사과했다.
2. 숨겨둔 딸 논란 : 지난 총무원장 선거 과정에서 "약 30년 전 설정스님에게 여자가 있었고, 둘 사이에 자식도 하나 있다"는 의혹이 제기되었다. 또한 은처자 의혹을 받는 90년생 출신 A씨의 계좌로 설정 스님이 10년간 5800만원을 송금한 것으로 밝혀졌다.
3. 사유재산 은닉 논란 : 속가의 형인 전흥수 대목장이 조성한 한국고건축박물관 등 거액의 부동산을 설정 스님이 보유하고 있다는 의혹이 있다.

이로 인해 2018년 8월 16일, 찬성 56표, 반대 14표, 재적 2/3 이상 찬성으로 설정 총무원장 불신임안이 중앙종회에서 통과되었고, 22일 원로회의 인준을 거쳐 탄핵될 가능성이 높은 상태이다.
선거 당시 이런 의혹이 제기되었음에도 불구하고 당선된 건 종단의 부패한 주류세력이 도왔기 때문이고, 그 핵심은 총무원장을 두 차례 지낸 자승 스님이라는 주장이 교계 내 개혁파에서 제기되었다. 개혁파는 조계종 최고의결기구인 중앙종회 75명 가운데 '자승스님파'는 47명인 것으로 판단하고 있으며, 중앙종회의 해산과 비상개혁기구 구성, 총무원장 직선제 등을 요구하고 있다.

## 같이 보기
- 조계종
- 조계종 신도회 - 조계종 신도 및 신도 단체의 전국 조직체이다.
- 선학원